# Duke Montana
Duccio Barker, connu sous le nom de Duke Montana, né à Rome le 7 février 1975, est un rappeur et acteur italien. Il chante en italien et en anglais. Pendant sa carrière, il collabore avec plusieurs rappeurs italiens et américains, tels que Kool G Rap, Onyx, Club Dogo, Fabri Fibra, Emis Killa, Noyz Narcos, Wu-Tang Clan et Ice-T.

## Biographie

### Power Mc's
Duke Montana est né à Rome, c'est le père du beatmaker Sick Luke, d'un père anglais, et d'une mère italienne. Il vit la première partie de sa vie dans le ghetto de Santa Ana à Los Angeles, aux États-Unis. Au début des années 1990, à l'âge de 14 ans, Duke fonde son premier collectif de hip-hop, Power Mc's, avec le producteur Ice One et Julie P. et publie l'album Power to the People. Le projet est interrompu, Duke se devant de retourner aux États-Unis. À cette période, il collabore avec des artistes de renom comme Onyx, Ice-T, Wu-Tang Clan et joue son propre rôle dans le film Le amiche del cuore, réalisé par Michele Placido. Pendant des années, il alterne entre Corpus Christii, au Texas, Londres et Los Angeles. ici, il y joue de nombreux concerts jusqu'en 2000, avant de s'installer en Italie. Après la publication de son EP solo, Atlantis Land, en 2006, il collabore de près avec Truceklan qui culmine avec l'entrée dans son crew.

### Truceklan

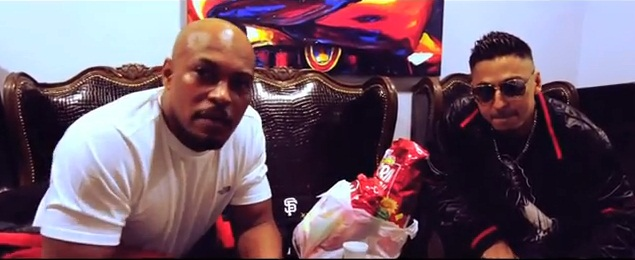
Duke Montana et Sticky Fingaz d'Onyx.

En 2008, avec Noyz Narcos et d'autres membres du crew, il prend part à l'album Ministero dell'Inferno puis en 2010 à l'album Guilty, qui fait participer des artistes de la scène underground comme Club Dogo, Marracash et Fabri Fibra. En 2011, il donne naissance au projet Black Bandana Click, avec Metal Carter et Noyz Narcos, dans l'intention de publier un album, Klan Related, et trois chansons bonus. Le projet ne sera jamais terminé à cause d'une rupture personnelle soudaine entre Duke et Noyz Narcos. En 2011, Noyz Narcos attaque Duke dans la chanson Snakes. Duke répond dans une diss song ouverte intitulée Stai messo male, dans laquelle Noyz est notamment décrit de toxicomane.

### Rivalité avec Frankie HI-NRG
En 2009, à la période durant laquelle il est toujours membre du groupe Truceklan, la police italienne mène plusieurs investigations concernant les membres du groupe. Les enquêtes mènent à la saisie de 10 kilogrammes de drogues et à l'arrestation de dix-huit personnes, incluant Chicoria et Noyz Narcos, Montana n'ayant aucun casier judiciaire. À cette période, le rappeur Frankie Hi-NRG MC, déclare lors d'un entretien : « Le rap c'est un job, tu dois être auteur et compositeur. Si tu veux te droguer, fais-le, mais ça doit rester dans la vie privée et ne jamais être révélé. Moi aussi je suis un rappeur, mais j'ai jamais encouragé l'hypersexualité ou l'usage des drogues. » Truceklan réplique à cette provocation dans une diss song, écrite et chantée par Duke Montana. Dans l'introduction du vidéoclip certains membres du crew, utilisant des bombes de peinture, écrivent sur une voiture Snuff It, Frankie.

### Carrière solo

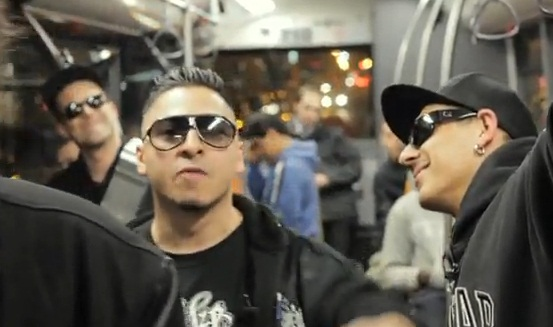
Duke Montana et Noyz Narcos.

En octobre 2011, Duke quitte officiellement le crew Truceklan et se lance dans une carrière solo marquée par la collaboration avec ODEI Roma Clan, rival historique de son ancien crew. Après avoir quitté le label Propaganda Records, il publie l'album Grind Music II, auto-produit et distribué par Edel Music. La même année, il publie son album Stay Gold, produit par Don Joe et Sick Luke. Il fait participer Onyx (Bloodsport), Club Dogo (Carta Viola), Fabri Fibra (Alphabet Killers), ainsi que d'autres artistes underground et populaires. Toujours en 2012, il enregistre la chanson Smashin' (Italian Remix) en featuring avec Onyx et The Beatnuts. Il est l'actuel président du label Golden Age Biz, son propre label, en partenariat avec Sony BMG à la distribution et Live Nation pour ses tournées en live. Le 15 juillet 2012, Duke Montana ouvre en concert pour le rappeur Wiz Khalifa, à Milan, avec Fedez et Baby K.

### Black Barz
En 2013, le rappeur Seppia, également ancien membre de Truceklan, sort de prison. La même année Duke, avec Seppia, Muggio, et son fils Sick Luke, fonde le crew Black Barz. Ils publient trois singles : Cannibal Ferox, produit par The Alchemist, Black Barz Anthem et First Blood.

## Discographie

### Albums studio
- 2000 : Atlantis Land
- 2008 : Street Mentality
- 2010 : Grind Muzik
- 2012 : Grind Muzik II
- 2012 : Stay Gold
- 2013 : Black Barz Mixtape
- 2014 : Grind Muzik III Mixtape

### Albums collaboratifs
- 1991 : Power to the People (avec Power Mc's)
- 2008 : Ministero dell'inferno (avec TruceKlan)

## Filmographie
- 1992 : Le amiche del cuore
- 2007 : Mucchio selvaggio
- 2008 : Moralità Corrotta
- 2008 : Mala Vita
- 2008 : Ganja Fiction